# Balacra vitreata
Balacra vitreata là một loài bướm đêm thuộc phân họ Arctiinae, họ Erebidae.